# Шмидт, Дамиан
Эктор Дамиан Шмидт (исп. Héctor Damián Schmidt; родился 7 декабря 1992 года, Санта-Роса, Аргентина) — аргентинский футболист, защитник.

## Клубная карьера
Шмидт начал карьеру в клубе «Институто». 4 августа 2013 года в матче против «Атлетико Дуглас Хаиг» он дебютировал в аргентинской Примере B. 30 ноября 2014 года в поединке против «Альдосиви» Дамиан забил свой первый гол за «Институто». В начале 2016 года Дамиан перешёл в чилийский «Унион Ла-Калера», но сразу же был отдан в аренду в «Расинг» из Авельянеды. 30 января в поединке Кубка Аргентины против «Индепендьенте» Шмидт дебютировал за новую команду. 17 февраля в матче против «Ньюэллс Олд Бойз» он дебютировал в аргентинской Примере. В этом поединке забил мяч в свои ворота и в целом действовал неуверенно, больше на поле в составе «Расинга» Дамиан не выходил.
Летом того же года Шмидт на правах аренды перешёл в мексиканскую «Пуэблу». 21 июля в матче Кубка Мексики против «Керетаро» он дебютировал за новый клуб. 22 августа в поединке против столичной «Америки» Дамиан дебютировал в мексиканской Примере.
Летом 2017 года Шмидт на правах аренды присоединился к «Сан-Мартин Сан-Хуан». 25 сентября в матче против своего бывшего клуба «Расинга» он дебютировал за новую команду. Через год Дамиан был арендован «Сан-Мартин Тукуман». 16 сентября 2018 года в матче против «Велес Сарсфилд» он дебютировал за новый клуб.